# Papabile

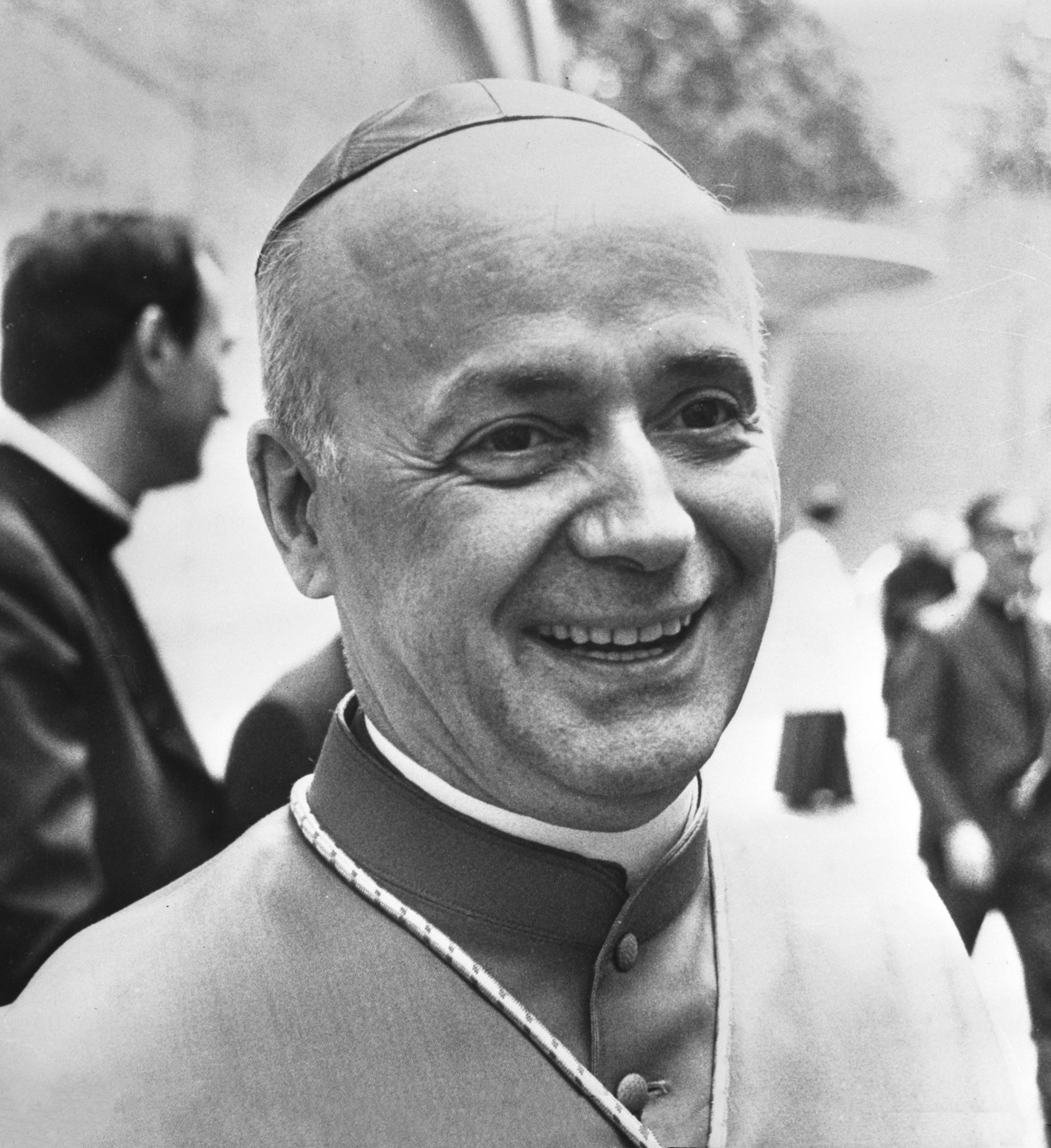
Kardinál Giovanni Benelli byl v říjnu 1978 pro své blízké vztahy k Pavlovi VI. a přijatelnost pro různé názorové proudy pokládán za papabile, zvolen však byl Karol Wojtyla.

Papabile (množné číslo papabili) je neoficiální italský termín, označující kardinála, který má v konkláve šanci být zvolený papežem. Doslovný překlad znamená „moci být papežem“ nebo „ten, kdo se může stát papežem“.

## Historie
V některých případech kardinálové zvolili papabile kandidáta. Mezi ně patří například Eugenio Pacelli (Pius XII.), Giovanni Battista Montini (Pavel VI.) nebo Joseph Ratzinger (Benedikt XVI.). Mnohem častější je však volba papeže, který před konkláve nebyl zmiňován (Jan XXIII., Jan Pavel I. nebo Jan Pavel II.). Existuje také přísloví: Kdo vchází do konkláve jako papež, odchází jako kardinál.
Při konkláve v roce 2005 byli jako papabili kromě Josepha Ratzingera označování Carlo Maria Martini, Jorge Bergoglio (ten se stal při konkláve v roce 2013 papežem Františkem), Francisco Javier Errázuriz Ossa nebo Óscar Andrés Rodríguez Maradiaga.